# Allgemeiner Landsmannschafts-Convent

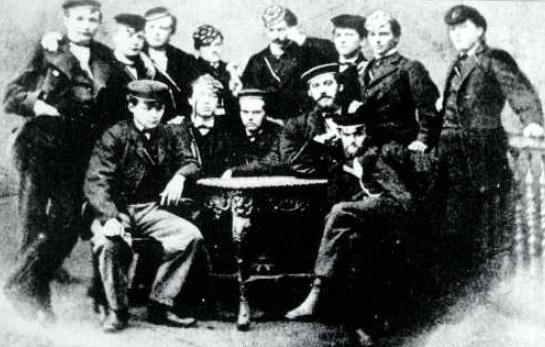
Landsmannschaftsvertreter bei der Gründung am 1. März 1868

Der Allgemeine Landsmannschafts-Convent (ALC., auch Allgemeiner Landsmannschafter-Convent) war eine Verbandsgründung von universitären Landsmannschaften am 1. März 1868. Er gilt als ein Vorgängerverband des Coburger Convents.

## Geschichte
Seit der Mitte des 19. Jahrhunderts entstanden an den deutschen Hochschulen in zunehmendem Maße neue Landsmannschaften. Die erste Anregung eines eigenen Verbandes gab 1858 die Landsmannschaft Normannia Berlin, doch scheiterte dieser Versuch.
Der zweite Anlauf ging von der Ghibellinia Tübingen mit einem von ihrem Sekretär Eugen Gantter verfassten Schreiben zwecks Anknüpfung freundschaftlicher Beziehungen an Teutonia Halle (später aus der DL ausgetreten und Corps geworden) und einen Tag später an Verdensia Göttingen, die einen Bruderkrieg (Krieg zwischen Preußen und Österreich von 1866) zu überwinden suchte. Teutonia Halle zeigte sich erfreut und bat darum, die Teutonia Bonn in das freundschaftliche Verhältnis einzubeziehen. Es folgten zahlreiche Schriftwechsel, in dem später auch die Makaria Würzburg (später fusioniert zur Landsmannschaft Alemannia-Makaria Würzburg) eingebunden wurde. Nach entsprechenden Zusagen der schlug Teutonia Halle am 1. März 1868 ein Treffen in Kassel vor.
In der Restauration von Cimiotti trafen sich die Vertreter der genannten Landsmannschaften und stellten die Grundprinzipien, die innere Organisation sowie eine Geschäftsordnung auf.

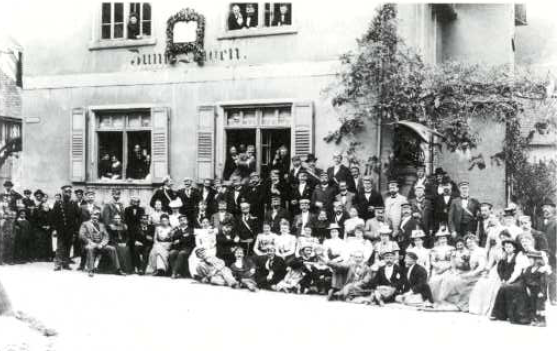
Gasthaus „Zum Löwen“ beim Zwingenbergfest 1868

Am 2. Juni 1868 wurde in Zwingenberg (Bergstraße) der „Allgemeine Landsmannschafts-Verband“ in der Gaststätte „Zum Löwen“ aus der Taufe gehoben. Auf dieses Ereignis ist das seit 1893 jährlich eine Woche nach Pfingsten durchgeführte Zwingenbergfest zurückzuführen. 
In der Literatur wird dieses Datum oft als der „zweite Kongress nach Kassel“ bezeichnet.
Noch vor dem zweiten Treffen erklärte die Landsmannschaft Makaria Würzburg ihren endgültigen Beitritt. Nach wechselnden Tagungsorten der jährlichen Kongresse wurde 1872 Coburg als ständiger Tagungsort mit dem Coburger Pfingstkongress festgelegt und der Verband wurde in Coburger Landsmannschafter Convent (Coburger LC) umbenannt. Bis zum Jahre 1877 traten dem Verband elf weitere Landsmannschaften bei, 1870 bereits die erste österreichische Landsmannschaft Markomannia Wien. Um 1871 bürgerte sich die Bestimmungsmensur ein.
Im Jahre 1877 wurden verschiedene innere Zwistigkeiten im Verband so stark, dass er sich zur Auflösung veranlasst sah. 1882 konnte der Coburger Landsmannschafter Convent in Würzburg wieder rekonstituiert werden. Er bestand zunächst aus acht Landsmannschaften. 1894 wurde ein Arierparagraph eingeführt.